# Budry (gmina)
Pour les articles homonymes, voir Budry.

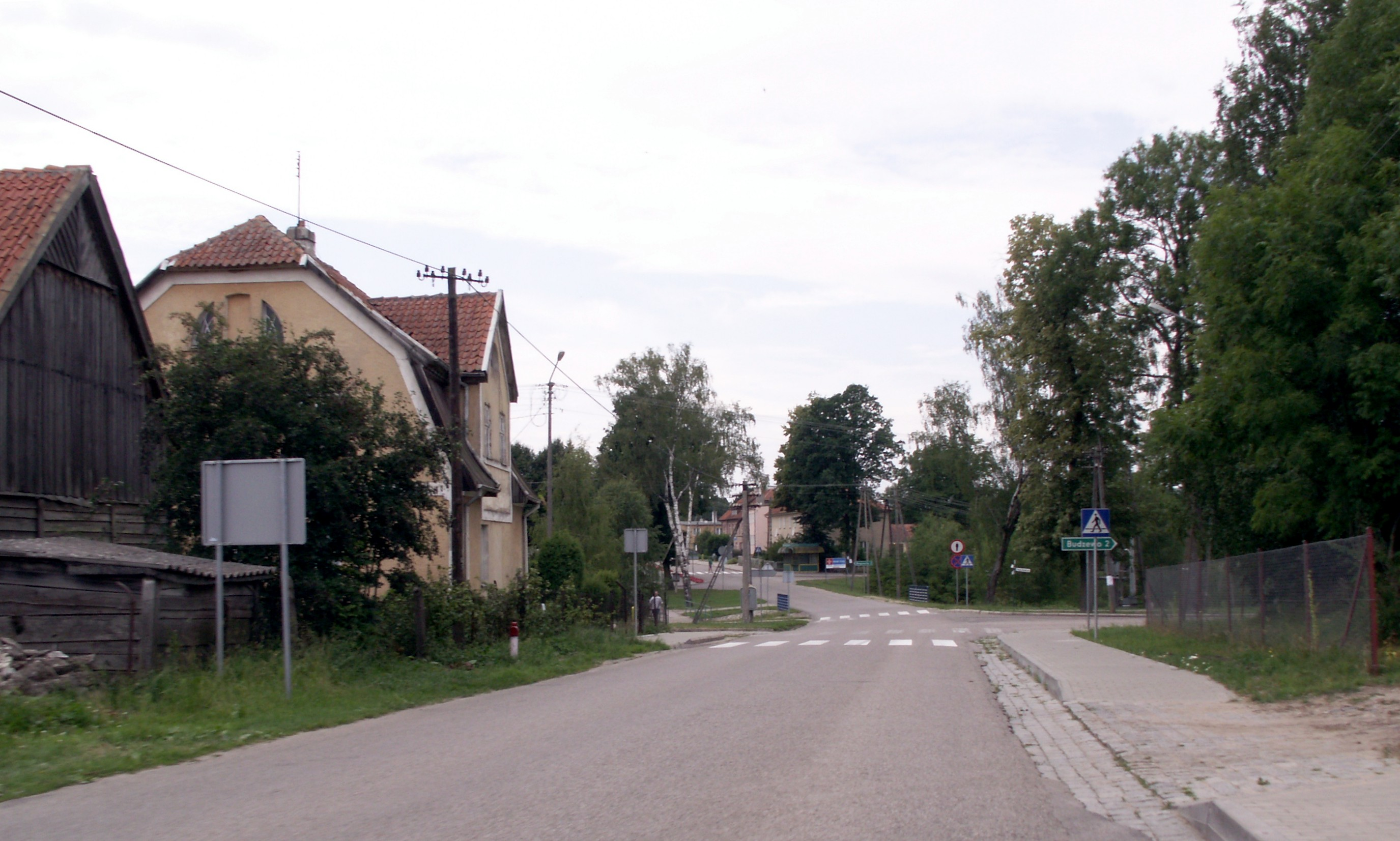
Budry, Pologne

Budry est une gmina rurale du powiat de Węgorzewo, Varmie-Mazurie, dans le nord de la Pologne, à la frontière avec la Russie. Son siège est le village de Budry, qui se situe environ 10 km au nord-est de Węgorzewo et 105 km au nord-est de la capitale régionale Olsztyn.
La gmina couvre une superficie de 175,02 km2 pour une population de 3 051 habitants.

## Géographie
La gmina inclut les villages de Bogumiły, Brzozówko, Budry, Budzewo, Dąbrówka, Dowiaty, Droglewo, Góry, Grądy Węgorzewskie, Koźlak, Maryszki, Mniszki, Ołownik, Ołownik PGR, Olszewo Węgorzewskie, Pawłowo, Pietrele, Piłaki Małe, Piotrówko, Pochwałki, Popioły, Sąkieły Małe, Skalisko, Skalisze, Sobiechy, Wężówko, Więcki, Wola, Wydutki, Zabrost et Zabrost Wielki.
La gmina borde les gminy de Banie Mazurskie, Pozezdrze et Węgorzewo. Elle est également frontalière de la Russie (oblast de Kaliningrad).